# エレーナ・リホフツェワ
エレーナ・リホフツェワ （Elena Likhovtseva, ロシア語: Еле́на Алекса́ндровна Ли́ховцева, 1975年9月8日 - ）は、ロシアの女子プロテニス選手。カザフスタンのアルマトイに生まれる。4大大会の混合ダブルス部門で2002年ウィンブルドンと2007年全豪オープンで優勝している。WTAツアーでシングルス3勝、ダブルス27勝を挙げた。自己最高ランキングはシングルス15位、ダブルス3位。右利き、バックハンド・ストロークは両手打ち。既婚。
ロシア語人名の日本語表記に即したより正確な読みは「イリェーナ・リーハフツィヴァ」になる。

## 来歴
1992年1月に16歳でプロ入り。1993年の全米オープンで4大大会にデビューする。シングルスでは2000年全豪オープンと2002年ウィンブルドンでベスト8進出があったが、2005年の全仏オープン女子シングルスで、29歳にして初の準決勝進出を果たした。そこでは同じ年のマリー・ピエルスに 1-6, 1-6 で完敗したものの、リホフツェワのプロテニス選手としての「息の長さ」を世界の観客に印象づける活躍だった。彼女は1994年ウィンブルドンから2007年全米オープンまで「54大会」4大大会女子シングルス連続出場記録を続けてきたが、その後は肩の故障に悩み、2008年全豪オープンの欠場により連続記録が途絶えた。これは杉山愛の62大会連続、フランチェスカ・スキアボーネの61大会連続に次ぎ、ナタリー・ドシーと並んで史上3位である。
リホフツェワはダブルスの名手としてよく知られ、女子テニスツアーでダブルス通算27勝を挙げている。1997年から1999年にかけては、日本の杉山愛とペアを組み、6つのダブルス・タイトルを獲得した。2000年の全米オープンで、リホフツェワはカーラ・ブラック（ジンバブエ）と組んで初の4大大会女子ダブルス決勝に進出したが、杉山とアラール＝デキュジスの組に 1-6, 6-1, 1-6 で敗れて準優勝になった。2004年、彼女はウィンブルドンを除く3大会で4大大会女子ダブルス決勝に進出した。パートナーはすべて同じロシアのスベトラーナ・クズネツォワと組んだが、すべての決勝戦でビルヒニア・ルアノ・パスクアル（スペイン）&パオラ・スアレス（アルゼンチン）組に敗れ、3大会とも準優勝に終わってしまう。2004年度の4大大会女子ダブルス決勝戦は「ルアノ・パスクアル&スアレス組が、リホフツェワ&クズネツォワ組に3戦全勝」の結果になった。その後も、リホフツェワは様々な選手たちとペアを組んで好成績を維持してきた。
混合ダブルスでのリホフツェワは、2002年ウィンブルドンと2007年全豪オープンで優勝がある。2002年のウィンブルドンではインドのマヘシュ・ブパシとペアを組み、決勝でケビン・ウリエット（ジンバブエ）&ダニエラ・ハンチュコバ（スロバキア）組を 6-4, 1-6, 6-1 で破り、初めての4大大会タイトルをここで獲得した。その後、リホフツェワは混合ダブルスでカナダのダニエル・ネスターと組む機会が多くなったが、2006年全豪オープンと2006年全仏オープンで2大会連続の混合ダブルス準優勝があった。2人は2007年全豪オープンの混合ダブルス決勝で、ベラルーシペアのマックス・ミルヌイ&ビクトリア・アザレンカ組を 6-4, 6-4 で破って優勝した。こうして、リホフツェワは5年ぶり2度目の4大大会混合ダブルス優勝を果たした。
リホフツェワは、2008年全米オープン女子ダブルス2回戦で敗退したのが最後の公式戦出場になっている。
リホフツェワはオリンピックのロシア代表選手としても、1996年アトランタ五輪、2000年シドニー五輪、2004年アテネ五輪の3度出場を果たしている。

## WTAツアー決勝進出結果

### シングルス: 8回 (3勝5敗)
| 大会グレード         |
| -------------------- |
| グランドスラム (0–0) |
| ティア I (0–1)       |
| ティア II (0–1)      |
| ティア III (1–3)     |
| ティア IV & V (2–0)  |

| 結果   | No. | 決勝日         | 大会             | サーフェス        | 対戦相手                   | スコア           |
| ------ | --- | -------------- | ---------------- | ----------------- | -------------------------- | ---------------- |
| 優勝   | 1.  | 1993年10月17日 | モンペリエ       | カーペット (室内) | ドミニク・モナミ           | 6–3, 6–4         |
| 準優勝 | 1.  | 1995年2月19日  | オクラホマシティ | ハード (室内)     | ブレンダ・シュルツ         | 1–6, 2–6         |
| 優勝   | 2.  | 1997年1月5日   | ゴールドコースト | ハード            | 杉山愛                     | 3–6, 7–6(7), 6–3 |
| 準優勝 | 2.  | 1999年5月17日  | ストラスブール   | クレー            | ジェニファー・カプリアティ | 1–6, 3–6         |
| 準優勝 | 3.  | 2000年10月30日 | ライプツィヒ     | カーペット (室内) | キム・クライシュテルス     | 6–7(6), 6–4, 4–6 |
| 準優勝 | 4.  | 2003年2月16日  | ドーハ           | ハード            | アナスタシア・ミスキナ     | 3–6, 1–6         |
| 準優勝 | 5.  | 2004年8月2日   | モントリオール   | ハード            | アメリ・モレスモ           | 1–6, 0–6         |
| 優勝   | 3.  | 2004年8月28日  | フォレストヒルズ | ハード            | イベタ・ベネソバ           | 6–2, 6–2         |

### ダブルス: 56回 (27勝29敗)
| 結果   | No. | 決勝日         | 大会                 | サーフェス        | パートナー                 | 対戦相手                                                    | スコア                    |
| ------ | --- | -------------- | -------------------- | ----------------- | -------------------------- | ----------------------------------------------------------- | ------------------------- |
| 準優勝 | 1.  | 1997年5月24日  | ストラスブール       | クレー            | 杉山愛                     | ヘレナ・スコバ ナターシャ・ズベレワ                         | 1–6, 1–6                  |
| 優勝   | 1.  | 1998年1月11日  | ゴールドコースト     | ハード            | 杉山愛                     | 朴晟希 王思婷                                               | 1–6, 6–3, 6–4             |
| 準優勝 | 2.  | 1998年2月22日  | ハノーファー         | カーペット (室内) | カロリネ・ビス             | リサ・レイモンド レネ・スタブス                             | 1–6, 7–6(4), 3–6          |
| 優勝   | 2.  | 1998年11月1日  | ルクセンブルク       | カーペット (室内) | 杉山愛                     | ラリサ・ネーランド エレナ・タタルコワ                       | 6–7(3), 6–3, 2–0 途中棄権 |
| 優勝   | 3.  | 1998年11月8日  | ライプツィヒ         | カーペット (室内) | 杉山愛                     | マノン・ボーラグラフ イリナ・スピールリア                   | 6–3, 6–7(2), 6–1          |
| 優勝   | 4.  | 1998年11月15日 | フィラデルフィア     | カーペット (室内) | 杉山愛                     | モニカ・セレシュ ナターシャ・ズベレワ                       | 7–5, 4–6, 6–2             |
| 優勝   | 5.  | 1999年1月17日  | シドニー             | ハード            | 杉山愛                     | メアリー・ジョー・フェルナンデス アンケ・フーバー           | 6–3, 2–6, 6–0             |
| 準優勝 | 3.  | 1999年2月22日  | パリ                 | カーペット (室内) | 杉山愛                     | イリナ・スピールリア カロリネ・ビス                         | 5–7, 6–3, 3–6             |
| 優勝   | 6.  | 1999年4月4日   | ヒルトン・ヘッド     | クレー            | ヤナ・ノボトナ             | バルバラ・シェット パティ・シュナイダー                     | 6–1, 6–4                  |
| 優勝   | 7.  | 1999年5月23日  | ストラスブール       | クレー            | 杉山愛                     | アレクサンドラ・フセ ナタリー・トージア                     | 2–6, 7–6(6), 6–1          |
| 準優勝 | 4.  | 1999年8月1日   | スタンフォード       | ハード            | アンナ・クルニコワ         | リンゼイ・ダベンポート コリーナ・モラリュー                 | 4–6, 4–6                  |
| 準優勝 | 5.  | 1999年4月19日  | ニューヘイブン       | ハード            | ヤナ・ノボトナ             | リサ・レイモンド レネ・スタブス                             | 6–7(1), 2–6               |
| 準優勝 | 6.  | 1999年11月7日  | ライプツィヒ         | カーペット (室内) | 杉山愛                     | ラリサ・ネーランド マリー・ピエルス                         | 4–6, 3–6                  |
| 準優勝 | 7.  | 2000年9月10日  | 全米オープン         | ハード            | カーラ・ブラック           | 杉山愛 ジュリー・アラール＝デキュジス                       | 0–6, 6–1, 1–6             |
| 優勝   | 8.  | 2001年1月14日  | ホバート             | ハード            | カーラ・ブラック           | ルクサンドラ・ドラゴミル ビルヒニア・ルアノ・パスクアル     | 6–4, 6–1                  |
| 優勝   | 9.  | 2001年5月6日   | ハンブルク           | クレー            | カーラ・ブラック           | クベタ・ペシュケ バーバラ・リットナー                       | 6–2, 4–6, 6–2             |
| 準優勝 | 8.  | 2001年5月13日  | ベルリン             | クレー            | カーラ・ブラック           | エルス・カレンズ メガン・ショーネシー                       | 4–6, 3–6                  |
| 優勝   | 10. | 2001年5月20日  | ローマ               | クレー            | カーラ・ブラック           | パオラ・スアレス パトリシア・タラビーニ                     | 6–1, 6–1                  |
| 優勝   | 11. | 2001年6月11日  | バーミンガム         | 芝                | カーラ・ブラック           | キンバリー・ポー ナタリー・トージア                         | 6–1, 6–1                  |
| 準優勝 | 9.  | 2001年6月23日  | イーストボーン       | 芝                | カーラ・ブラック           | リサ・レイモンド レネ・スタブス                             | 2–6, 2–6                  |
| 優勝   | 12. | 2001年7月30日  | サンディエゴ         | ハード            | カーラ・ブラック           | マルチナ・ヒンギス アンナ・クルニコワ                       | 6–4, 1–6, 6–4             |
| 優勝   | 13. | 2001年8月20日  | ニューヘイブン       | ハード            | カーラ・ブラック           | エレナ・ドキッチ ナディア・ペトロワ                         | 6–0, 3–6, 6–2             |
| 優勝   | 14. | 2001年9月30日  | ライプツィヒ         | カーペット (室内) | ナタリー・トージア         | クベタ・ペシュケ バーバラ・リットナー                       | 6–4, 6–2                  |
| 準優勝 | 10. | 2001年11月4日  | ミュンヘン           | カーペット (室内) | カーラ・ブラック           | リサ・レイモンド レネ・スタブス                             | 5–7, 6–3, 3–6             |
| 準優勝 | 11. | 2002年3月3日   | スコッツデール       | ハード            | カーラ・ブラック           | リサ・レイモンド レネ・スタブス                             | 3–6, 7–5, 6–7(4)          |
| 優勝   | 15. | 2002年4月7日   | サラソタ             | クレー            | エレナ・ドキッチ           | エルス・カレンズ コンチタ・マルティネス                     | 6–7(5), 6–3, 6–3          |
| 準優勝 | 12. | 2002年6月22日  | イーストボーン       | 芝                | カーラ・ブラック           | リサ・レイモンド レネ・スタブス                             | 7–6(5), 6–7(6), 2–6       |
| 準優勝 | 13. | 2002年11月11日 | ロサンゼルス         | ハード (室内)     | カーラ・ブラック           | エレーナ・デメンチェワ ヤネッテ・フサロバ                   | 6–4, 4–6, 3–6             |
| 準優勝 | 14. | 2003年1月5日   | オークランド         | ハード            | カーラ・ブラック           | アビゲイル・スピアーズ テリン・アシュレイ                   | 2–6, 6–2, 0–6             |
| 優勝   | 16. | 2003年1月12日  | ホバート             | ハード            | カーラ・ブラック           | バルバラ・シェット パトリシア・ワーツシュ                   | 7–5, 7–6(1)               |
| 優勝   | 17. | 2003年2月9日   | ハイデラバード       | ハード            | イロダ・ツルヤガノワ       | エフゲニア・クリコフスカヤ タチアナ・ポウチェク             | 6–4, 6–4                  |
| 準優勝 | 15. | 2003年2月17日  | ドバイ               | ハード            | カーラ・ブラック           | スベトラーナ・クズネツォワ マルチナ・ナブラチロワ           | 3–6, 6–7(7)               |
| 準優勝 | 16. | 2003年9月22日  | ライプツィヒ         | カーペット (室内) | ナディア・ペトロワ         | スベトラーナ・クズネツォワ マルチナ・ナブラチロワ           | 6–3, 1–6, 3–6             |
| 優勝   | 18. | 2004年1月10日  | ゴールドコースト     | ハード            | スベトラーナ・クズネツォワ | リーゼル・フーバー マグダレナ・マレーバ                     | 6–3, 6–4                  |
| 準優勝 | 17. | 2004年2月1日   | 全豪オープン         | ハード            | スベトラーナ・クズネツォワ | ビルヒニア・ルアノ・パスクアル パオラ・スアレス             | 4–6, 3–6                  |
| 準優勝 | 18. | 2004年2月8日   | 東京                 | カーペット (室内) | マグダレナ・マレーバ       | カーラ・ブラック レネ・スタブス                             | 0–6, 1–6                  |
| 準優勝 | 19. | 2004年2月28日  | ドバイ               | ハード            | スベトラーナ・クズネツォワ | ヤネッテ・フサロバ コンチタ・マルティネス                   | 0–6, 6–1, 3–6             |
| 優勝   | 19. | 2004年3月6日   | ドーハ               | ハード            | スベトラーナ・クズネツォワ | ヤネッテ・フサロバ コンチタ・マルティネス                   | 7–6(4), 6–2               |
| 準優勝 | 20. | 2004年3月21日  | インディアンウェルズ | ハード            | スベトラーナ・クズネツォワ | ビルヒニア・ルアノ・パスクアル パオラ・スアレス             | 1–6, 2–6                  |
| 準優勝 | 21. | 2004年4月4日   | マイアミ             | ハード            | スベトラーナ・クズネツォワ | ナディア・ペトロワ メガン・ショーネシー                     | 2–6, 3–6                  |
| 準優勝 | 22. | 2004年6月3日   | 全仏オープン         | クレー            | スベトラーナ・クズネツォワ | ビルヒニア・ルアノ・パスクアル パオラ・スアレス             | 0–6, 3–6                  |
| 準優勝 | 23. | 2004年6月19日  | イーストボーン       | 芝                | スベトラーナ・クズネツォワ | アリシア・モリク マギ・セルナ                               | 4–6, 4–6                  |
| 準優勝 | 24. | 2004年9月11日  | 全米オープン         | ハード            | スベトラーナ・クズネツォワ | ビルヒニア・ルアノ・パスクアル パオラ・スアレス             | 4–6, 5–7                  |
| 優勝   | 20. | 2004年10月31日 | リンツ               | ハード (室内)     | ヤネッテ・フサロバ         | ナタリー・ドシー パティ・シュナイダー                       | 6–2, 7–5                  |
| 優勝   | 21. | 2005年1月8日   | ゴールドコースト     | ハード            | マグダレナ・マリーバ       | マリア・エレナ・カメリン シルビア・ファリナ・エリア         | 6–3, 5–7, 6–1             |
| 優勝   | 22. | 2005年2月6日   | 東京                 | カーペット (室内) | ヤネッテ・フサロバ         | リンゼイ・ダベンポート コリーナ・モラリュー                 | 6–4, 6–3                  |
| 優勝   | 23. | 2005年5月8日   | ベルリン             | クレー            | ベラ・ズボナレワ           | カーラ・ブラック リーゼル・フーバー                         | 4–6, 6–4, 6–3             |
| 準優勝 | 25. | 2005年6月18日  | イーストボーン       | 芝                | ベラ・ズボナレワ           | リサ・レイモンド レネ・スタブス                             | 3–6, 5–7                  |
| 準優勝 | 26. | 2005年7月25日  | スタンフォード       | ハード            | ベラ・ズボナレワ           | カーラ・ブラック レネ・スタブス                             | 3–6, 5–7                  |
| 優勝   | 24. | 2005年9月25日  | コルカタ             | ハード (室内)     | アナスタシア・ミスキナ     | ネハ・ウベロイ シーカ・ウベロイ                             | 6–1, 6–0                  |
| 優勝   | 25. | 2006年1月7日   | オークランド         | ハード            | ベラ・ズボナレワ           | エミリー・ロワ バルボラ・ストリツォバ                       | 6–3, 6–4                  |
| 優勝   | 26. | 2006年5月7日   | ワルシャワ           | クレー            | アナスタシア・ミスキナ     | アナベル・メディナ・ガリゲス カタリナ・スレボトニク         | 6–3, 6–4                  |
| 優勝   | 27. | 2007年1月13日  | ホバート             | ハード            | エレーナ・ベスニナ         | アナベル・メディナ・ガリゲス ビルヒニア・ルアノ・パスクアル | 2–6, 6–1, 6–2             |
| 準優勝 | 27. | 2007年2月12日  | アントワープ         | カーペット (室内) | エレーナ・ベスニナ         | カーラ・ブラック リーゼル・フーバー                         | 5–7, 6–4, 1–6             |
| 準優勝 | 28. | 2007年5月6日   | ワルシャワ           | クレー            | エレーナ・ベスニナ         | ベラ・ドゥシェビナ タチアナ・ペレビニス                     | 5–7, 6–3, [2–10]          |
| 準優勝 | 29. | 2007年9月23日  | ポルトロス           | ハード            | アンドレヤ・クレパーチ     | ルーシー・ハラデツカ レナタ・ボラコバ                       | 7–5, 4–6, [7–10]          |

## 4大大会ダブルス優勝
- 全豪オープン 混合ダブルス：1勝（2007年） ［パートナー：ダニエル・ネスター］
- ウィンブルドン 混合ダブルス：1勝（2002年） ［パートナー：マヘシュ・ブパシ］

## 4大大会シングルス成績
略語の説明
| W | F | SF | QF | #R | RR | Q# | LQ | A | Z# | PO | G | S | B | NMS | P | NH |

W=優勝, F=準優勝, SF=ベスト4, QF=ベスト8, #R=#回戦敗退, RR=ラウンドロビン敗退, Q#=予選#回戦敗退, LQ=予選敗退, A=大会不参加, Z#=デビスカップ/BJKカップ地域ゾーン, PO=デビスカップ/BJKカッププレーオフ, G=オリンピック金メダル, S=オリンピック銀メダル, B=オリンピック銅メダル, NMS=マスターズシリーズから降格, P=開催延期, NH=開催なし.
| 大会           | 1993 | 1994 | 1995 | 1996 | 1997 | 1998 | 1999 | 2000 | 2001 | 2002 | 2003 | 2004 | 2005 | 2006 | 2007 | 通算成績 |
| -------------- | ---- | ---- | ---- | ---- | ---- | ---- | ---- | ---- | ---- | ---- | ---- | ---- | ---- | ---- | ---- | -------- |
| 全豪オープン   | A    | 3R   | 1R   | 4R   | 1R   | 3R   | 3R   | QF   | 1R   | 1R   | 1R   | 3R   | 3R   | 2R   | 1R   | 18–14    |
| 全仏オープン   | A    | A    | 2R   | 3R   | 2R   | 3R   | 3R   | 1R   | 1R   | 3R   | 1R   | 2R   | SF   | 1R   | 2R   | 17–13    |
| ウィンブルドン | A    | 1R   | 1R   | 4R   | 2R   | 3R   | 3R   | 2R   | 3R   | QF   | 2R   | 2R   | 4R   | 3R   | 2R   | 23–14    |
| 全米オープン   | 2R   | 4R   | 1R   | 3R   | 3R   | 1R   | 4R   | 3R   | 4R   | 2R   | 4R   | 1R   | 4R   | 3R   | 2R   | 29–15    |